# La Guàrdia (Sant Bartomeu del Grau)
La Guàrdia és un edifici de Sant Bartomeu del Grau (Osona) inclòs a l'Inventari del Patrimoni Arquitectònic de Catalunya.

## Descripció
Es tractan d'un edifici de dues plantes format per dos cossos de base rectangular allargada que presenten cada un d'ells coberta a doble vessant. Cada un dels dos cossos, a més, tenen una arcada a la part baixa de l'edifici. A banda i banda d'aquestes dues construccions que formen l'habitatge hi ha construccions annexes, de pedra a la part dreta de la façana i de maó a la part esquerra, que s'usaven de corts o de garatge. La façana conserva restes d'arrebossat mentre que als laterals es pot veure clarament que el mur és fet de pedres irregulars i poc morter.